# Perophora virgulata
Perophora virgulata is een zakpijpensoort uit de familie van de Perophoridae. De wetenschappelijke naam van de soort werd in 1997 voor het eerst geldig gepubliceerd door Claude Monniot.